# 夏梦狂诗曲
你的声音如此美丽，（The Rhapsody of A Summer Dream），2016年拍攝的中国大陆都市音乐偶像剧。改编自君子以泽的小说《夏梦狂诗曲》，由上海时悦影视文化有限公司出品，芒果TV、刚泰影视、上海张翰影视文化工作室联合出品，杨玄导演，张翰、朱一龙等主演。2016年3月于上海开机，同年7月于维也纳杀青

## 演员表
| 演员                | 角色   | 简介     | 备注 |
| 张翰                | 夏承司 |          |      |
| 宋轶                | 夏娜   | 小提琴家 |      |
| 朱一龙 童年：荣梓杉 | 柯泽   |          |      |
| 朱梓骁              | 森川光 |          |      |
| 陳奕                | 夏承逸 |          |      |